# Kæmpehærfugl
Kæmpehærfugl (Upupa antaios) er en uddød skrigefugl, der levede på Sankt Helena i det sydlige Atlanterhav. Den kunne ikke flyve og menes at være uddød kort efter Sankt Helena blev opdaget og koloniseret i 1502, på grund af ødelæggelse af dens levesteder og indførelsen af rovdyr som sorte rotter og huskatte.